# Coccophagus assamensis
Coccophagus assamensis är en stekelart som beskrevs av Hayat 1993. Coccophagus assamensis ingår i släktet Coccophagus och familjen växtlussteklar. Inga underarter finns listade i Catalogue of Life.